# Ajar FK Kökşetaw
Ajar FK Kökşetaw (Kazachs Ажар ФК Көкшетау) was een voetbalclub uit Kökşetaw, die in de seizoenen 1992
|Topdivisie
|en 1993
|Topdivisie
|in de Kazachse Topdivisie uitkwam. 
Omdat er in die tijd nog geen gestructureerde lagere divisies waren in Kazachstan, is onduidelijk op welk niveau de club vervolgens speelde. Ajar speelde zijn wedstrijden tot de opheffing in 1996 in het plaatselijke Centraalstadion.
De club werd in 1992 opgericht als Zenït FK Kökşetaw (Kazachs Зенит ФК Көкшетау), maar veranderde in 1993 van naam: Ajar FK Kökşetaw. De club moet niet verward worden met het latere FC Okshetpes, eveneens afkomstig uit Kökşetaw, dat na diverse naamswijzigingen actief bleef in de Pervoj-Liga.

## Erelijst
-

## Historie in dePremjer-Liga
| Jaar | Competitie | Prestatie                                                                        | (Naam)            |
| ---- | ---------- | -------------------------------------------------------------------------------- | ----------------- |
| 1992 | Topdivisie | 12de plaats in voorrondegroep B, 24ste (9de) in de degradatiegroep               | Zenït FK Kökşetaw |
| 1993 | Topdivisie | 7de plaats in voorrondegroep B, 19de (7de) in de degradatiegroep en gedegradeerd |                   |
| 1994 | Topdivisie |                                                                                  |                   |
| 1995 | Topdivisie |                                                                                  |                   |
| 1996 | Topdivisie |                                                                                  |                   |

## Naamsveranderingen
Alle naamswijzigingen van de club op een rijtje:
| Jaar (Datum) | Nieuwe naam (Russisch: Nederlandse transcriptie) (Kazachs: Qaydar-transcriptie) | Nieuwe Russische naam (t/m 1991) | Nieuwe Kazachse naam (vanaf 1992) |
| ------------ | ------------------------------------------------------------------------------- | -------------------------------- | --------------------------------- |
| 1992         | Zenït FK Kökşetaw                                                               |                                  | Зенит ФК Көкшетау                 |
| 1993         | Ajar FK Kökşetaw                                                                |                                  | Ажар ФК Көкшетау                  |

Premjer-Liga · 
birinşi lïgası ·
Beker van Kazachstan · 
Supercup van Kazachstan

Kazachse deelnemers aan de AFC-toernooien · 
Kazachse deelnemers aan de UEFA-toernooien

Kazachse voetbalbond · 
Kazachs voetbalelftal